# Сибберн, Георг Кристиан
Георг Кристиан Сибберн (норв. Georg Christian Sibbern ; 29 марта 1816, Рюгге (Норвегия) — 4 октября 1901, там же) — норвежский политический, государственный и дипломатический деятель, премьер-министр Норвегии в Стокгольме (1858–1871). Кандидат юридических наук.

## Биография
Сын государственного деятеля Валентина Кристиана Вильгельма Сибберна (1779—1853), брат политика Карла Сибберна (1809—1880). Учился до 1831 года в Соборной школе Христиании. Затем до 1837 года изучал право в Университете Христиании (ныне Университет Осло).
С 1838 года работал сотрудником министерства аудита Норвегии в Стокгольме, ва 1838-1841 годах - полномочный представитель при кабинете министров в Стокгольме, с 1840 года состоял на дипломатической службе вторым секретарём. В 1842—1843 годах работал в Санкт-Петербурге, Копенгагене (1845—1847), Гааге (1847—1848), Лондоне (1848—1850) и Вашингтоне, округ Колумбия (1850—1856). В 1856 году вернулся на родину и стал секретарём кабинета министров вице-короля, наследного принца Карла. В 1857 году был членом временного правительства, в 1858 году вернулся на дипломатическую службу. В апреле 1858 года был назначен послом в Константинополе (Османская империя).
С 16 декабря 1858 по 30 ноября 1861 года и с 17 декабря 1861 по 1 ноября 1871 года занимал пост премьер-министра Норвегии
Позже был послом в Париже (1878—1884).
В 1840 году Зибберн был назначен камергером, а в 1860 году присутствовал на коронации короля Карла XV в Тронхейме.